# Cali Challenger 1996
Il Cali Challenger 1996 è stato un torneo di tennis facente parte della categoria ATP Challenger Series nell'ambito dell'ATP Challenger Series 1996. Il torneo si è giocato a Cali in Colombia dal 10 al 16 giugno 1996 su campi in terra rossa.

## Vincitori

### Singolare
Mauricio Hadad ha battuto in finale  Marcello Craca con il punteggio di 6–3, 7–6

### Doppio
Brett Hansen-Dent /  T. J. Middleton hanno battuto in finale  Lucas Arnold Ker /  Patricio Arnold con il punteggio di 6–4, 6–3